# Tonino Benacquista
Tonino Benacquista född i Choisy-le-Roi, den 1 september 1961, är en fransk kriminalförfattare, manusförfattare och serieskapare. 
1992 tilldelades han Grand Prix de Littérature Policière, Frankrikes största pris inom kriminallitteratur, för romanen "La Commedia des ratés". Sex år senare, 1998, förärades han seriepriset Angoulême International Comics Festival René Goscinny award för sin första serieroman, L'Outremangeur, tecknad av Jacques Ferrandez. För sitt arbete som manusförfattare för fransk TV har han tilldelats Césarpriset två gånger, 2001 och 2005, båda gångerna tillsammans med Jacques Audiard.
Som författare av tecknade serier har Benacquista framför allt skrivit serieromaner inom deckargenren, tillsammans med tecknare som bland andra Olivier Berlion och Nicolas Barral. Sedan 2010 skriver han, tillsammans med Daniel Pennac, manus till den klassiska serien Lucky Luke, illustrerad av Achdé.